# Indischer Klingenstreitkolben
Ein Indischer Klingenstreitkolben, auch Garz, Girz oder Gerz, ist ein Streitkolben aus Indien.

## Beschreibung
Ein Indischer Klingenstreitkolben hat einen Schlagkopf, der aus mehreren Klingen besteht. Die Klingen bestehen aus Stahl und sind kreisförmig um den Kopf angeordnet. Die Form der Klingen variiert bei den verschiedenen Versionen. Bei manchen Ausführungen ist am Schlagkopfende eine  zusätzliche Klinge angebracht. Der Schaft ist aus Metall und hat am unteren Ende einen Griff, der vom Khanda übernommen wurde. Der Griff ist mit einem Handschutz ausgestattet, der die Hand des Trägers beim Einsatz schützen soll. Am Knauf ist in der Regel ein dünner, gebogener und am Ende runder Dorn angesetzt. Es gibt verschiedene Versionen dieser Streitkolbenart. Die indische Bezeichnung Gorz, Garz oder Gerz bezieht sich auf verschiedene Arten von Streitkolben. Er wird von den Kriegerkasten in Indien benutzt.